# Andrzej (Peszko)
Andrzej, imię świeckie Bohdan Peszko (ur. 27 kwietnia 1972 na Ukrainie) – ukraiński duchowny prawosławny, od 2011 administrator eparchii wschodniej Ukraińskiego Kościoła Prawosławnego Kanady.

## Życiorys
Święcenia prezbiteratu przyjął 25 września 2005. Trzy miesiące później otrzymał chirotonię jako biskup pomocniczy eparchii centralnej  ukraińskiej Cerkwi w Kanadzie. Od 2011 r. pełni obowiązki zwierzchnika eparchii wschodniej